# Wilhelm Behringer (Politiker)
Wilhelm Behringer (* 16. Oktober 1893 in Röthenbach an der Pegnitz; † 8. Juni 1968 in Nürnberg) war ein deutscher Politiker der FDP und von 1950 bis 1954 Mitglied des Bayerischen Landtags.

## Leben
Behringers Jugend war von schwersten Entbehrungen geprägt. Nach dem Besuch des Gymnasiums absolvierte er eine kaufmännische Lehre und war daraufhin mehrere Jahre lang in Paris und London tätig. Später verbrachte er weitere, arbeitsreiche Lehrjahre im Ausland, welche die Grundlage seiner späteren Tätigkeit als Fabrikant, Großhändler und Exporteur bilden sollten. Er war Inhaber von Behringer & Co., einer auf Spielwaren spezialisierten Exportfirma. Daneben gehörte er verschiedenen Gremien an, darunter dem Handelsausschuss der IHK Nürnberg, dem Landesvorstand des Bayerischen Groß- und Außenhandels, dem Vorstand der Export-Union und dem Verein Bayerischer Exportfirmen.

## Politik
Seit ihrer Gründung gehörte Behringer dem Vorstand der FDP an. Er war engster Mitarbeiter des Abgeordneten Fritz Linnert. Daneben war er ehrenamtliches Mitglied des Nürnberger Stadtrats und dort Vorsitzender der FDP-Fraktion. Bei der Landtagswahl 1950 gewann er im Wahlkreis Mittelfranken ein Mandat im Bayerischen Landtag. Dort gehörte er dem Ausschuss für Wirtschaft und Verkehr an. Nach der Wahl 1954 schied er aus dem Parlament aus.